# زاوزرنه
زاوزرنه (به لاتین: Zaozerne) یک منطقهٔ مسکونی در اوکراین است که در شبه جزیره کریمه واقع شده‌است. زاوزرنه ۸٫۵۶ کیلومتر مربع مساحت دارد ۵ متر بالاتر از سطح دریا واقع شده‌است.